# Francesco Tubi
Francesco Tubi (Oleggio, 31 dicembre 1789 – Oleggio, 17 dicembre 1849) è stato un politico italiano.

## Biografia
Ecclesiastico ed avvocato, fu Deputato del Regno di Sardegna nella I legislatura, eletto nel collegio di Oleggio.